# Dayton (Iowa)
Dayton ist eine Stadt (mit dem Status „City“) im Webster County im US-amerikanischen Bundesstaat Iowa. Im Jahr 2010 hatte Dayton 837 Einwohner, deren Zahl sich bis 2013 auf 811 verringerte. Das U.S. Census Bureau hat bei der Volkszählung 2020 eine Einwohnerzahl von 772 ermittelt.

## Geografie
Dayton liegt im nordwestlichen Zentrum Iowas am Skillet Creek, der rund 6 km östlich in den Des Moines River mündet, einen rechten Nebenfluss des Mississippi. Die Grenze zu Minnesota verläuft rund 150 km nördlich; der am Missouri gelegene Schnittpunkt der Bundesstaaten Iowa, South Dakota und Nebraska befindet sich rund 210 km westlich von Dayton.
Die geografischen Koordinaten von Dayton sind 42°15′41″ nördlicher Breite und 94°04′07″ westlicher Länge. Die Stadt erstreckt sich über eine Fläche von 2,2 km² und ist die größte Ortschaft innerhalb der Dayton Township.
Nachbarorte von Dayton sind Lehigh (12,4 km nördlich), Stratford (15,1 km östlich), Pilot Mound (14,7 km südsüdöstlich), Boxholm (12,7 km südsüdwestlich), Harcourt (10,2 km westlich) und Gowrie (20,4 km in der gleichen Richtung).
Die nächstgelegenen größeren Städte sind die Twin Cities (Minneapolis und St. Paul) in Minnesota (360 km nordnordöstlich), Rochester in Minnesota (306 km nordöstlich), Waterloo (168 km ostnordöstlich), Cedar Rapids (228 km ostsüdöstlich), Iowas Hauptstadt Des Moines (108 km südöstlich), Kansas City in Missouri (390 km südlich), Nebraskas größte Stadt Omaha (247 km südwestlich), Nebraskas Hauptstadt Lincoln (337 km in der gleichen Richtung), Sioux City (215 km westlich) und South Dakotas größte Stadt Sioux Falls (346 km nordwestlich).

## Verkehr
Der U.S. Highway 169 führt in etwa 3 km Entfernung westlich an Dayton vorbei. Der in West-Ost-Richtung verlaufende Iowa State Highway 175 führt als Hauptstraße durch das Stadtgebiet von Dayton. Alle weiteren Straßen sind untergeordnete Landstraßen, teils unbefestigte Fahrwege sowie innerörtliche Verbindungsstraßen.
Mit dem Fort Dodge Regional Airport befindet sich 47 km nördlich ein Regionalflughafen, über den Verbindungen nach St. Louis und Chicago bestehen. Der nächste Großflughafen ist der 114 km südsüdöstlich gelegene Des Moines International Airport.

## Geschichte
Nachdem die sich die ersten Weißen um 1851 im Gebiet um die heutige Stadt ansiedelten, begann die planmäßige Anlage der Siedlung im Jahr 1856. Im Jahr 1881 wurde die Siedlung als selbstständige Gemeinde inkorporiert.

## Bevölkerung
Nach der Volkszählung im Jahr 2010 lebten in Dayton 837 Menschen in 330 Haushalten. Die Bevölkerungsdichte betrug 380,5 Einwohner pro Quadratkilometer. In den 330 Haushalten lebten statistisch je 2,43 Personen.
Ethnisch betrachtet setzte sich die Bevölkerung zusammen aus 98,7 Prozent Weißen, 0,6 Prozent Afroamerikanern sowie 0,4 Prozent aus anderen ethnischen Gruppen; 0,4 Prozent stammten von zwei oder mehr Ethnien ab. Unabhängig von der ethnischen Zugehörigkeit waren 0,6 Prozent der Bevölkerung spanischer oder lateinamerikanischer Abstammung.
26,0 Prozent der Bevölkerung waren unter 18 Jahre alt, 52,1 Prozent waren zwischen 18 und 64 und 21,9 Prozent waren 65 Jahre oder älter. 49,1 Prozent der Bevölkerung waren weiblich.
Das mittlere jährliche Einkommen eines Haushalts lag bei 37.014 USD. Das Pro-Kopf-Einkommen betrug 21.032 USD. 7,9 Prozent der Einwohner lebten unterhalb der Armutsgrenze.

## Bekannte Bewohner
- Charles O. Lobeck (1852–1920) – demokratischer Abgeordneter des US-Repräsentantenhauses – lebte mehrere Jahre in Dayton
- Joseph A. A. Burnquist (1879–1961) – 19. Gouverneur von Minnesota (1915–1921) – geboren und aufgewachsen in Dayton
- Gertrude Mary Cox (1900–1978) – Statistikerin – geboren und aufgewachsen in Dayton